# Пенг Дехуај
Пенг Дехуај (кинески: 彭德怀, 24. октобар 1898 — 29. новембар 1974) био је истакнути војни лидер кинеске комунистичке партије и министар одбране Кине од 1954. до 1959. године.
Пенг је био један од неколико виших војних лидера који су подржавали Маоове сугестије о директној укључивању Кине у Корејски рат у периоду 1950-1953. године, и био је командант Кинеске народне волонтерске војске у првој половини рата (иако су Мао и Енлај били технички виши чин). Пенгова искуства у Корејском рату убедила су га да кинеска војска мора постати професионалнија, организованија и боље опремљена како би се припремила за услове савременог техничког рата.
Неуспех Великог скока је значајно умањио Маоов престиж унутар партије. Приморан да преузме главну одговорност, Мао је 1959. поднео оставку са места председника партије (де јуре шефа државе, јер Кина није имала устав у то време и партија је у потпуности била поистовећена са државом), а наследио га је Љу Шаоћи. У јулу су се високи партијски званичници састали на планини Лу, како би разматрали новонасталу ситуацију и могући излаз из ње. На самом састанку је маршал Пенг Дехуај, министар одбране, у отвореном писму Мау, отворено критиковао пројекат Великог скока као насиља незнања, лошег управљања и политичке догме над законима економије.
Крајем 1959, историчар и заменик градоначелника Пекинга Ву Хан, објавио је историјску драму под називом ’’Хаи Руи отпуштен из службе’’. У комаду Хаи Руи, компетентни и часни службеник бива отпуштен од стране хировитог и корумпираног цара. Иако је јавно хвалио дело, Мао је у фебруару 1965, наложио својој супрузи Ђианг Ћинг и шангајском пропагандисти Јао Венјуану да напишу чланак у коме ће критиковати комад. Јао је од почетка веровао да је цела драма слабо прикривена политичка алузија − цар је Мао, а Хаи Руи - Пенг Дехуај.